# Roxburgh (Nouvelle-Zélande)
Le village de Roxburgh, est une petite localité de la région de Central Otago dans le sud de l’Île du Sud de la Nouvelle-Zélande.

## Situation
Elle est localisée dans la vallée de Teviot sur les berges du fleuve Clutha, à 40 km au sud de la ville d’Alexandra

## Population
Sa population est d’environ 600 habitants en 2010 .

## Accès
La State Highway 8 (en), qui relie la région de Central Otago avec la ville de Dunedin, passe à travers la ville de Roxburgh, qui est bien connue pour ses fruits et en particulier les  Roxdale’s et les Jimmy's Pies.

## Économie
Ce fut un centre important durant la Ruée vers l’or d'Otago de 1860 et dans la période plus récente, Roxburgh a été reliée à la production d’un mélange de bétail et de drupes, qui ont permis sa survie économique.
C’est un des endroits les plus importants pour la culture des pommes et d’autres fruits à noyaux, telles que les cerises et les abricots, qui sont une production majeure localement.
À cinq kilomètres au nord de la ville se trouve le barrage de Roxburgh Dam (en), le plus ancien des principaux barrages hydroélectriques, construit sur le fleuve Clutha.
Il y a aussi dans le secteur des mines à ciel ouvert de lignite, localisées juste au nord de la ville à Coal Creek.

## Toponymie
Le nom de la ville vient du Roxburghshire, un comté d’Écosse et fut donné après l’arrivée des premiers colons européens dans cette zone venant d’Écosse.
Initialement la ville fut parfois appelée  Teviot mais le nom est maintenant utilisé pour des places comme la vallée de Teviot dans laquelle s’écoule la rivière Teviot.

## Histoire du chemin de fer
De 1928 jusqu’en 1968, la ville de Roxburgh fut desservie par la branche de Roxburgh (en), un embranchement du chemin de fer, qui courait vers la ville à partir de la ligne principale du sud (en). 
Le chemin de fer n’a jamais réellement atteint la ville elle-même, car son terminus était situé à 2 km au sud du centre de Roxburgh, au niveau du petit village de Hercules Flat. 
Pendant la période entière où la ligne a desservi l’agglomération de Roxburgh, entraînant une perte de travail mais elle a permis la promotion économique du développement du secteur et un important moyen de fournir les matériaux pour le barrage de Roxburgh.
Aujourd’hui, les reliques de l’ancien statut de la ville sont l’existence du terminus du chemin de fer, qui existe toujours, comportant une rotonde abritant une plaque tournante de chemin de fer, un château d’eau pour les  locomotives à vapeur, mais les bâtiments de la gare ont été convertis en hangar à foin et en ateliers.
La plupart des maisons qui abritaient les travailleurs du chemin de fer (connues sous le nom de "Railway Houses" siègent toujours autour et sont maintenant celles de propriétaires privés.

## Siège de tournage de films
Des scènes de la ville du film de 2004 In My Father's Den (en) furent prises à Roxburgh .

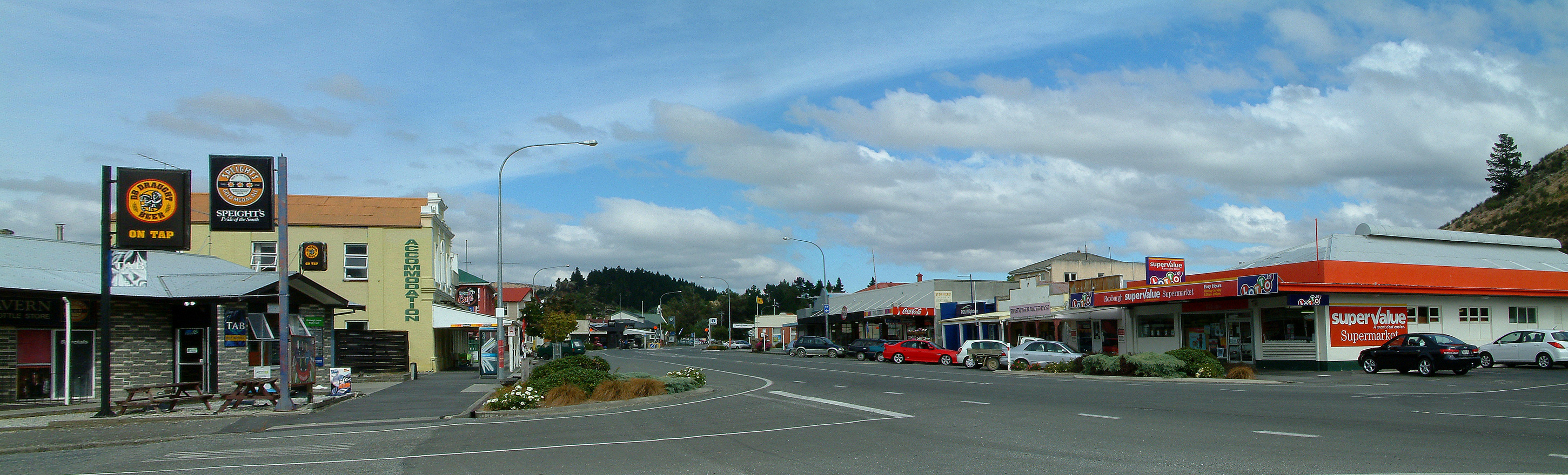
La rue principale de Roxburgh

## Divertissements
.

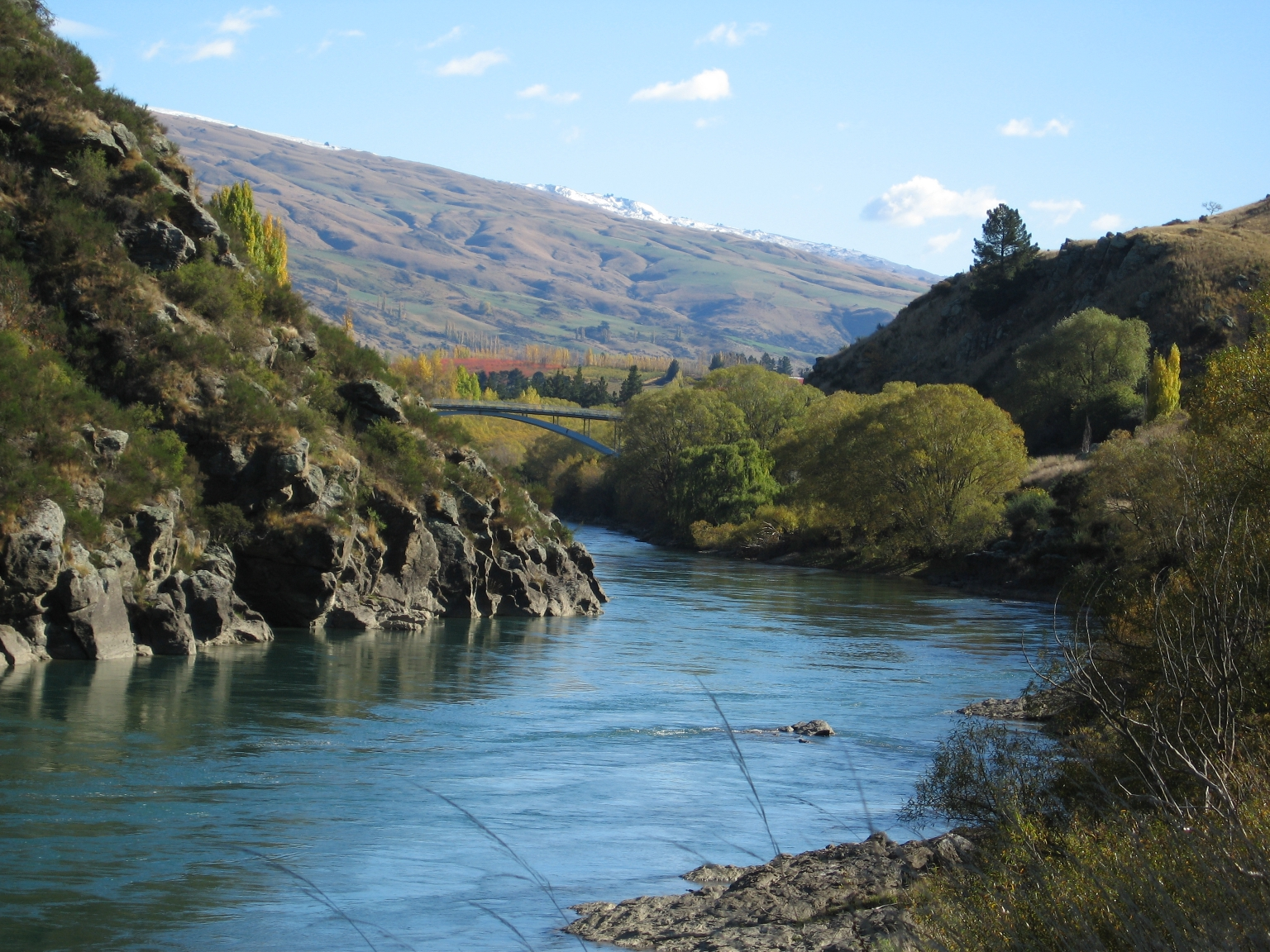
Vues du fleuve Clutha en direction du pont de Roxburgh Bridge

Roxburgh possède la plus ancienne salle de cinéma en fonctionnement de la Nouvelle-Zélande.
Elle est située dans Scotland Street et elle a ouvert le 11 décembre 1897 , et est toujours en fonctionnement. Le cinéma offre des sièges pour 258 personnes et est un des seulement quatre cinémas, qui restent dans Central Otago. 
Des spectacles vivants sont aussi réalisés de façon occasionnelle.